# Belec-kastély
A Belec-kastély egy 19. századi főúri kastély Horvátországban, az Ivaneci-hegység déli lábánál fekvő Zlatarhoz tartozó Donja Selnica település határában.

## Fekvése
Donja Selnica központjától 2 km-re északkeletre, a Zlatart Novi Maroffal összekötő úttól délre található.

## Története
A kastélyt Juraj Rukovina építtette 1800 körül. Tőle fia Alfred, Varasd vármegye alispánja örökölte, aki házassága révén a Krapinske Toplice melletti trnovaci birtokot is megszerezte. Halála után a birtokot legidősebb fia Juraj örökölte, aki 1915-ben halt meg. A kastély utolsó tulajdonosa az ő Amon nevű fia volt. A kastélyt a második világháború után államosították. Zlatar Bistrica község tulajdona lett. 1970-ig általános iskola működött benne tanári lakásokkal. Ezután közel két évtizedig üresen állt. A pusztulófélben levő épületet 1989-ben Štefanija Rukavina vásárolta meg, aki felújíttatta és felső kategóriájú szállodává építtette át. 

## Mai állapota
A selnicai Belec-kastély kétszárnyú, L alakú, egyszintes épület. Az épület egy része alatt pince található. 1800 körüli megépítése óta többször is átépítették. Eredetileg a kastélynak egyszerű homlokzatai voltak. A nyugati és az északi homlokzatokon ablaknyílások sora, a déli és a keleti homlokzatokon pedig árkádok voltak, ami az északnyugat-horvátországi barokk kastélyokra volt jellemző. A 19. század közepén a földszint és az első emelet folyosóit még árkádos nyílások zárták. Ezek helyett kisebb, egyszerű profilú ablakokat készítettek. A kastély külsejét is alaposan átalakították a 19. század végén vagy a 20. század elején, amikor a park felé néző (nyugati) főhomlokzat dekoratív historisztikus elemeket kapott. A kastély utolsó felújításával a 19. század végén a főbejárat a park felé néző nyugati homlokzatra került.
A kastély melletti parkot 1887 után az egykori legelőn és szántóföldön kezdték kialakítani, így a 20. század elejére már nagyrészt kialakult. Építtetője a fák és cserjék szerelmese és ismerője Juraj Rukavina báró volt. A park kialakítása valószínűleg a kastély historizáló stílusú átépítésével függ össze. Fia, Amon Rukavina, aki 1906-ban lett a kastély tulajdonosa a parkon nem hajtott végre jelentős változtatásokat, kivéve az az ő idejében ásatott tavat. Még a két háború közötti években sem történt változás a park elrendezésében. A 20. század második felében a kastélyhoz hasonlóan a parkot is elhanyagolták, pusztulni hagyták. A fák többsége, mivel nem bántották őket életben maradt, így a park meg tudta őrizni alapvető fiziognómiáját és történeti formáját. Egzotikus fafajok, főleg ciprusok és mamutfenyők adták a parknak az alaphangulatát. Nagyon kevés építészeti elem volt a parkban. A vízépítészeti elemek közül a vízforrás, a tó és a patak, valamint néhány építészeti elem, a fából ácsolt pavilon és padok voltak elhelyezve benne. 